# Rhabdodemania gracilis
Rhabdodemania gracilis är en rundmaskart som först beskrevs av E. Ditlevsen 1918.  Rhabdodemania gracilis ingår i släktet Rhabdodemania och familjen Rhabdodemaniidae. Arten är reproducerande i Sverige. Inga underarter finns listade i Catalogue of Life.